# Marshall Cavendish
Marshall Cavendish è un'azienda sussidiaria del Times Publishing Group, la filiale di stampa ed editoria del conglomerato con sede a Singapore Fraser e Neave (che a sua volta è attualmente di proprietà di ThaiBev), e attualmente è editore di libri, elenchi aziendali e riviste. Marshall Cavendish fu fondata nel Regno Unito nel 1968 da Norman Marshall e Patrick Cavendish. Il Times Publishing Group lo acquisì nel 1980.
Nel 2011, Amazon Publishing ha acquisito oltre 450 titoli di Marshall Cavendish per il commercio di libri per bambini negli Stati Uniti, Marshall Cavendish Children's Books (MCCB). Nel 2013, Roger Rosen della Rosen Publishing ha acquisito l'attività di libri per biblioteche dei bambini statunitensi Marshall Cavendish.

## Elenco parziale di riviste pubblicate
- Science Spy
- Story of Life - pubblicato in 105 numeri settimanali - 1970
- History of the Second World War - pubblicato in 96 numeri settimanali - 1973
- Murder Casebook - pubblicato in 153 numeri settimanali - 1989
- Great Artists - 96 numeri - prima uscita 1985[3]
- Great Composers and Their Music - 63 numeri - prima uscita 1985
- Times Past - 102 numeri - prima uscita 1987[4]
- Man and Woman - 1970 - 1976